# René Resciniti de Says
Pour les articles homonymes, voir Says (homonymie).
René Resciniti de Says, dit « René l'Élégant », est un militant nationaliste français né le 5 juillet 1952 à Boulogne-Billancourt et mort le 17 avril 2012 à Suresnes.
Il est notamment connu pour s'être présenté comme l'assassin d'Henri Curiel et de Pierre Goldman, deux crimes qu'il avait revendiqués au nom du groupe Honneur de la Police.

## Biographie
Né en 1952, il est le fils d'une chanteuse lyrique[réf. souhaitée].
En 1967, il adhère, à l'âge de 15 ans, au mouvement royaliste la Restauration nationale, où il milite au sein de son service d'ordre.

### Dans l'armée et avec les mercenaires de Bob Denard
Il rejoint l'armée pour trois ans comme parachutiste au 9e RCP puis au 6e RPIMa, et puis combat en Angola comme mercenaire (mission au profit de la CIA) en 1976. Cette opération est sous-traitée par Bob Denard.
Il combat ensuite dans les Phalanges libanaises comme volontaire étranger en 1976.
En 1977, il participe à l'opération « Crevette » dont le but était de renverser le régime pro-communiste de Mathieu Kérékou. La mission échoue en raison de la présence de soldats nord-coréens (une délégation officielle nord-coréenne était présente le jour du putsch). Ils opposent une résistance acharnée aux mercenaires, qui doivent se replier. Une cantine est abandonnée lors du repli contenant les passeports des mercenaires. Cela cause un vif échange et une brouille entre le « Vieux » et René[réf. souhaitée].

### Assassinat de Pierre Goldman
Le 29 janvier 2010, dans un documentaire de Michel Despratx diffusé sur Canal+, sous le pseudonyme de Gustavo, il affirme qu'il est l'homme qui, appartenant au groupe Honneur de la Police, a assassiné Pierre Goldman le jeudi 20 septembre 1979, en pleine rue, à bout portant, place de l'Abbé-Georges-Hénocque dans le 13e arrondissement de Paris. En 2012, la lettre Faits et Documents révèle son identité,,.
René donne des détails dans le reportage et dans le livre de Christian Rol. Deux des « gâchettes » étaient des inspecteurs de police (l'un aux RG, l'autre à la DST) de droite radicale, l'un étant le chef d'équipe, et l'autre servant de guetteur ou ayant apporté les armes à feu qui provenaient des scellés (pièces à conviction) de la Préfecture de Police. Un quatrième homme était aussi présent, probablement comme guetteur et chargé de couvrir ses camarades chargés de l'exécution. Trois des quatre opérateurs ont servi dans des régiments parachutistes français (9e RCP et 1er RPIMa), le quatrième dans un régiment d'infanterie, et tous ont l'expérience du combat. 
Ces deux policiers au profil particulier (passé militaire, vétérans de conflits armés et militants d'extrême-droite) sont surnommés par Rol « Tango » et « Charly » et auraient été membres du SAC.
Dans le documentaire, René indique avoir tiré sur Goldman avec un « 38 », sans que l'on sache s'il s'agissait d'un revolver en calibre 38 Special ou d'un pistolet Walther P38, deux armes assez courantes à l'époque, dans les années 1970. Le livre précise qu'il s'agirait bien d'un Walther P38. Un autre Walther P38 aurait été l'arme utilisée lors du braquage où furent tuées deux pharmaciennes le 19 décembre 1969, crime dont Goldman avait été accusé et pour lequel il fut finalement acquitté lors de son deuxième procès.

### Assassinat d'Henri Curiel
En avril 2015 paraît Le Roman vrai d'un fasciste français, biographie qui retrace la vie et contient les confessions de René Resciniti de Says. Celui-ci y répète être l'assassin de Pierre Goldman — ce qui se chuchotait depuis plusieurs années — et se revendique aussi comme celui d'Henri Curiel. Ce militant anticolonialiste avait été abattu en 1978 au pied de son immeuble à Paris Ve par deux tueurs, et son assassinat était resté inexpliqué après l'échec de l'enquête judiciaire officielle.
René Resciniti de Says affirme avoir ainsi exécuté une « commande » passée par certains responsables de services français, notamment Pierre Debizet, à l'époque patron du SAC. Si René Resciniti de Says explique avoir voulu assassiner le chef (1960-1962) des réseaux français d'aide au FLN (« les porteurs de valise »), les « services » en voulaient surtout à l'action d'Henri Curiel en soutien aux mouvements tiers-mondistes des années 1970 soupçonnés de faire le jeu des Soviétiques,.

### Autres affaires
René Resciniti de Says aurait participé à d'autres affaires criminelles françaises dont certaines assez connues.[réf. souhaitée]
En tant que « sous-traitant » du SAC (il ne revendiqua jamais son appartenance à la police parallèle gaulliste), René semble avoir participé à la surveillance de Robert Luong en 1979, qui fut assassiné pour avoir été l'amant de la première dame gabonaise. Il refusa cependant d'exécuter le peintre métis d'origine indochinoise.[réf. souhaitée]
Dans une émission diffusée sur Radio Courtoisie le 29 avril 2015, Christian Rol évoque, sans la mentionner explicitement, l'affaire du rapt du baron Empain, déclarant que René fut le véritable cerveau de l'opération. Les commanditaires de cet enlèvement n'ont jamais été identifiés, et le mobile serait la déstabilisation d'un grand groupe industriel français, en l'occurrence Empain-Schneider.[réf. souhaitée]
L'ancien parachutiste aurait également exécuté d'autres personnes, dont un mafieux rue de Maubeuge, à Paris.[réf. souhaitée]

### Après les assassinats
Il est défendu par Laurent Moury, dont il est par ailleurs l'ami.
Il meurt en 2012.